# 千鳥の曲
千鳥の曲（ちどりのきょく）は、吉沢検校（二世）が作曲した、箏（こと）と胡弓のための楽曲。近世邦楽における代表曲の一つ。(古今組と呼ばれる,春の曲、夏の曲、秋の曲、冬の曲、千鳥の曲)として親しまれている。

## 曲の概説
幕末に名古屋、京都で活躍した盲人音楽家、吉沢検校（二世・1800年（寛政12年） - 1872年（明治5年））が作曲した。『六段の調』（八橋検校作曲と伝えられる）、『春の海』（宮城道雄作曲）と並んで現代でも広く知られる。明治以降の箏曲に多大な影響を与えた。同時に、胡弓本曲としても重要な位置を占める曲である。
『古今和歌集』、『金葉和歌集』から千鳥を詠んだ和歌二首を採り歌とし、器楽部である「前弾き」（前奏部）および「手事」（歌と歌に挟まれた、楽器だけの長い間奏部）を加えて作曲したもので、吉沢自身が考案した「古今調子」という、雅楽の箏の調弦、音階を取り入れた新たな箏の調弦法が使われている。この『千鳥の曲』と、そのあとに作られた『春の曲』、『夏の曲』、『秋の曲』、『冬の曲』（いずれも古今和歌集から歌詞を採ったもの）の四曲を合わせ、「古今組（こきんぐみ）」と呼ぶ。吉沢検校はそのあと更に「新古今組」四曲も作っている。
本来は胡弓と箏の合奏曲であるが、胡弓奏者がきわめて少ないため、吉沢検校直系の音楽団体である「国風音楽会」や、その流れを汲む芸系以外では、胡弓入り合奏はほとんど行なわれない。箏の独奏で行なわれることも多い一方、吉沢本人が胡弓パートに類似した箏の替手も作っており、箏の本手、替手による合奏が流派を越えてよく行なわれる。また後世尺八のパートが作られ、現代ではむしろ箏に尺八が合奏されることがごく普通である。そのため、これほど著名な曲であるのに、三曲界でも『千鳥の曲』が本来胡弓、箏合奏曲であることを知らない人が非常に多い。
- 検校（けんぎょう）は、室町以降江戸時代幕末まで、盲人の自治組織である当道座に属した盲人に与えられた四段階の官位の内、一番上の位。江戸時代には幕府の保護のもと、平曲（平家琵琶）、三曲（地歌三味線、箏（こと）、胡弓楽）の専門音楽家として活躍したり、また人によっては鍼灸、按摩 を専業とした。塙保己一のような学者もいる。
- 本曲 （ほんきょく）は、三曲の音楽において、それぞれの楽器固有の曲として作曲されたもの。本手組ともいう。例えば箏の『雲井の曲』、三味線の『琉球組』、胡弓の『鶴の巣籠』、尺八の『鹿の遠音』など。
- 本手（ほんて）は、原曲の旋律パート。替手（かえて）は本手に対して合奏用に作られた対旋律パート。
- 三曲は、当道座に属する盲人音楽家たちが専門とした地歌三味線、箏、胡弓の三種の楽器の総称、またそれらの音楽である地歌、箏曲、胡弓楽の総称。これらの楽器の合奏を三曲合奏という。明治以降尺八が参入して、現在では尺八も含まれる。

## 作曲の背景
江戸時代後半の邦楽は、上方でも江戸においても、三味線がその主導権を握っていた。特に上方の三味線音楽である地歌は、盲人音楽家たちによって高度な音楽的発展を見せ、「手事物」と呼ばれる、器楽性の高い楽曲形式（基本的に、前歌 - 手事 - 後唄の構成）が発達、演奏技巧も極限まで追求された。またそれに合奏させるべく、「替手式箏曲（原曲の三味線と合奏するために作られた対旋律を持つ箏曲）」が作られ、非常に複雑精緻な音楽が作り出されていた。しかし天保を迎える頃には、もはや三味線の技巧開拓も行き着く所まで行き着き、「手事」も追求され尽くして、盲人音楽家たちは新たな作曲の展開を様々に模索していた。つまり地歌は音楽的にほとんど高度に完成されてしまったのである。
いっぽう、地歌と共に三曲のひとつであり、やはり盲人音楽家たちが専門としてきた箏曲は、江戸初期の発展とは裏腹に中期になると停滞してしまい、むしろ独自に発展するのではなく、地歌の肩を借り、地歌三味線曲に付随し合奏するという形で、後期に至るまで発展してきた。
天保の頃、京都の光崎検校は、そんな後発楽器である箏にあらたな作曲表現の余地を見いだし、従来的な地歌三味線曲の他に、箏だけの曲である『秋風の曲』『五段砧』を作曲した。これらは、江戸時代初期の箏曲の形式である「組歌」「段物」のスタイルを取り入れたりするなど、復古的であると同時に、当時の流行音楽であった明清楽の音階を取り入れたり、非常に精緻で複雑な箏の高低二重奏であるなど、モダンな面も強く持っている。こうして光崎検校の多面的な試みの内に、実に一世紀半ぶりに、箏曲は次第に地歌三味線から離れ、独自の再発展が始まる。
この影響を受けたのが、後輩にあたる名古屋の吉沢検校であった。彼は従来的な地歌作品も多く書いているが、また光崎の作品に刺激を受け、この『千鳥の曲』から、箏に残された可能性の追求にも力を入れ始めた。そもそも吉沢は11歳で地歌「屋島」に複雑な箏の手を付けるほど、箏に堪能でもあった。いっぽう、彼はこれまた同じく三曲の楽器でありながら三味線の陰に隠れがちであった胡弓にも新たな可能性を見いだした。吉沢は胡弓の名手でもあり、伝承によれば、千鳥の曲をまず天保の頃に胡弓曲として作曲し、その後嘉永、安政の頃に箏パートを作ったという。
幕末は国学などにより復古主義が台頭し、王朝文化への志向が高まるが、吉沢検校自身国学、和歌をもたしなんでおり、復古主義的思潮には明らかに影響されていたようである。したがって曲を作るにあたり歌詞を古今和歌集などから採ったが、文芸だけでなく、音楽面からも復古主義を進めることを考えたと思われる。そのため光崎検校同様、複雑煩瑣に発達した当時の地歌音楽とは対極ともいえる、江戸前期の箏曲の形式である組歌の整合的構成、シンプルな技巧、気品高く雅びな雰囲気などを取り入れた。更に古雅さを追求した吉沢検校は、箏曲の遠い先祖である雅楽に一つの音楽美の理想を見いだしたのだろう。雅楽家羽塚秋楽に師事し（別人との説もあり）、雅楽の基本的な理論や楽箏（雅楽の箏）の調弦法を学んだ。羽塚は最初、身分の違う吉沢を見下して教えることを渋っていたが、その熱心さに感じて教授したという。こうして吉沢は学んだ雅楽の調弦と、自分たちのものである近世箏曲の調弦を合わせ、雅楽の律音階と近世邦楽の都節音階の両システムを折衷した「古今調子」を編み出した。これは楽箏の「盤渉（ばんしき）調 = 盤渉は西洋音楽のHにほぼ相当する音高」の調弦法に似ている。
これにより、雅楽の旋律や技法も取り入れて完成されたのが『千鳥の曲』である。この後、同じく古今調子により、古今和歌集から採った和歌に作曲した曲が「春の曲」「夏の曲」「秋の曲」「冬の曲」である。これらは、手事がない点が『千鳥の曲』とは違うが、五曲を総称して「古今組」と呼ぶ。
特に『千鳥の曲』は明治以降、箏曲としては名古屋系のみならず広く生田流各派、さらには山田流にも普及し、ほとんどの流派で演奏される曲となった。
組歌
「三味線組歌」と「箏組歌」があり、それぞれ地歌、箏曲においてもっとも古い楽曲形式であるとともに、それぞれの本曲でもある。内容は箏と三味線では異なり、箏組歌は基本的に128拍から成る段（歌）を六つ組み合わせたもの。各段は更に8句に分けられる。高雅な歌詞を持つ気品高い音楽だが、次第に型にはまり過ぎ、江戸時代中期には作られなくなった。
段もの
組歌と共に箏本曲とされる器楽曲形式の箏曲。各段104拍で、段数は曲によってさまざま。変奏曲のような展開をとるものが多い。本曲ではあるが、段ものは他楽器との合奏が行なわれる。『六段の調』はその代表曲。
律音階
日本音楽の音階の一つ。雅楽が平安時代に日本化して固定した音階。なお雅楽はその後楽器によっては一部都節音階化しているが、楽箏はその調弦によく律音階が残っている。
都節音階
日本音楽の音階の一つ。律音階が変化して生まれたと思われる。箏曲、三味線音楽など近世都市の芸術音楽を中心に使われる。身近な歌では『さくらさくら』『お江戸日本橋』などもこの音階でできている。「陰旋法」とほぼ同義。
生田流
箏曲の流派。元禄の頃京都の生田検校が創始。それまで三味線と箏は演奏者が同じでも合奏させることはなかったが、彼に至って地歌に箏を合奏することを始めたと言われる。以後いくつもの派に分かれつつ江戸時代には名古屋から九州まで広がり、明治維新後は東日本、北日本にも普及した。
山田流
箏曲の流派。上方中心の生田流に対し、江戸の山田検校が1777年頃に創始。東日本に広まった。その音楽は一中節など浄瑠璃のスタイルを取り入れ、歌本位。

## 歌詞
塩の山　差出の磯にすむ千鳥　君が御代をば　八千代とぞ鳴く　　君が御代をば　八千代とぞ鳴く
淡路島　通ふ千鳥の鳴く声に　幾夜寝覚めぬ　須磨の関守　　幾夜寝覚めぬ　須磨の関守

## 曲の構成
前弾き（前奏） - 前唄 - 手事 - 後唄の、地歌「手事もの」の形式をとっている。
1. 前弾きは雅楽的で、箏は楽箏風な手法、胡弓は笙風な和音を奏でる。
2. 前唄は『古今和歌集』賀の部より採った和歌「しほの山差出の磯にすむ千鳥 君が御代をば八千代とぞ鳴く」が歌詞として節付けされている。「君が御代をば…」がもう一度反復され、前弾きの冒頭部分が現れて一段落すると手事に移る。
3. 器楽部分である手事は二つの部分に分かれ、前半は最初ゆったりしており、そのあと次第に早くなる。「序」とか「波の部」と呼ばれ、箏で波が寄せ返す様、胡弓が和音で松風の音を描写している。また楽箏と笙の合奏のようにも聴こえる。後半は「千鳥の部」と呼ばれることもあり、まず箏、胡弓共に千鳥の鳴き声の暗示で始まり、次第にテンポを速くし、描写から離れて純音楽的展開を見せ、盛り上がる。このあたりは曲全体の山場で、箏と胡弓のからみ合い、掛け合いが素晴らしい。やがてゆっくりになり、箏が風を暗示する手法「摺り爪」を奏して一段落し、後唄に続く。摺り爪は後唄に出てくる「須磨」に関連して、源氏物語須磨の巻の嵐を前もって暗示し、雰囲気作りをするためのものと思われる。ただし、これをもって当曲を源氏物語の派生作品と見なすのは不適当である。
4. 後唄は金葉和歌集に載せられた源兼昌の和歌「淡路島 通ふ千鳥の鳴く声に 幾夜寝覚めぬ須磨の関守」に節付けしたもので、まず「淡路島通う千鳥の」で、これまでの地歌箏曲にはない独特な旋律が、転調して高い音域で歌われる。これは雅楽の中の声楽の一つである朗詠を模したものであると言われている。「鳴く声に」で次第に箏曲的な歌に戻り、胡弓が繊細なトレモロを奏する、短いが美しい間奏となる。「幾夜寝覚めぬ須磨の関守」で次第に早くなり、間奏部で最後の盛り上がりを見せ、もう一度「幾夜寝覚めぬ」が一回目とは違う旋律で現れ、「須磨の関守」でしだいに静かになり、歌が終わったあと楽器だけの寂寥感あふれる部分が少しあり、余情を残しつつ終曲となる。

- 朗詠は雅楽の一ジャンルで、漢詩に旋律を付けて歌われる声楽。篳篥（ひちりき）、竜笛、笙で伴奏する。現在でも十数曲伝えられている。

## 特徴
幕末の箏独立期の曲として、先輩光崎検校の作品『秋風の曲』は異国的、ロマンティックであり、同じく『五段砧』はモダン、複雑であるのに対し、吉沢の『千鳥の曲』は古雅、シンプルであるといえる。また、千鳥の曲は吉沢検校の作品群の中において、華やかな「京流手事もの（19世紀初頭から後半にかけて京都の盲人音楽家たちによって作曲された手事ものの地歌曲群）」的作品から、簡潔、古雅な美の「古今組」「新古今組」に至る過渡期に位置する曲である。つまり、
- いまだ形式として「手事もの」の形をとっており、構成に変化がある。
- 自然描写が印象的な作曲法によってなされ、それなりに華やかさも持っている。
- 歌詞は古今集などの和歌そのものであり、音楽的にも組歌や雅楽などへの復古的志向が至る所に見られる。
- 直接的に雅楽を取り入れた作曲法は、生田流系としては初めてのことと思われる。
- 三味線が入らず、胡弓と箏のみの合奏は、これまであまり見られなかった方向である。

このように斬新さと復古志向が様々に混合され、聴きどころのきわめて多い曲といえる。
また箏曲史全体を見回してみても、『千鳥の曲』はこれ以降の箏曲への大きな転換点のひとつとなったと思われる。もっとも時代背景として作曲後間もなく明治維新という変革期を迎えたことも重要であり、忘れてはならない。明治期には「明治新曲」と呼ばれる箏曲が多作された。菊塚検校の『明治松竹梅』、松坂春栄の『楓の花』、楯山登の『時鳥（ほととぎす）の曲』、西山徳茂都の『秋の言の葉』などの曲が有名だが、それらの多くは、
- 三味線の入らない箏本位の楽器編成
- 混合音階に基づいた調弦法
- 前弾き - 前唄 - 手事 - 後唄の楽式構造
- 明朗で高尚な歌詞

など、詩情といった点はともかく、『千鳥の曲』と共通点が多い（その他高低二重奏が多い点は『五段砧』に類似）。その意味において、一般的に明治以降宮城道雄に至るまでの間に作られた箏曲は、多くが『千鳥の曲』の延長線上に存在すると言ってよい。それだけではなく宮城道雄にも、新機軸を打ち出しつつ『千鳥の曲』の要素を残す傾向の作品は少なくない。たとえば処女作「水の変態」や第二作「春の夜」、その他「初鶯」など。また、千鳥の曲の手事における自然描写は、古い時代の抽象的なものよりも自由で、どちらかといえば印象的な作りである。これにも宮城道雄の『春の海』の描写を何かしら予見させるものがある。
また胡弓の技法として、雅楽器である笙の和音を模し、また松風を描写している部分があるが、この手法は後世も雅楽の雰囲気を出すためしばしば使われるようになった。
まだ手事ものの形式を保持している『千鳥の曲』に対して、それよりも後に作られた古今組各曲はより簡潔化し、手事もなく、ますます組歌に近いものとなっており、簡潔で美しいが当時の音楽としては華やかさに足りず、明治に京都の松坂春栄が華麗な手事を補作するまでは普及しなかった。その意味でも特に『千鳥の曲』が箏曲史上の転換点になっていると思われる。なお古今組に続く新古今組各曲では、音楽的に一層簡潔化が進んでいる。そのためか一般受けせず、新古今組は吉沢の直系以外ではほとんど演奏されないが、このスタイルを踏襲した京極流箏曲も存在した。

## 舞踊曲として
上方舞の流派のひとつ、楳茂都流にはこの曲の舞が伝わる。
三世家元である、楳茂都陸平が大正9年（1920年）に宝塚少女歌劇団のために振り付けした。
千鳥の鳴き声や海辺の松風の音などを振りで表現した近代的なものであるという。三人舞。

## その他
- 明治以降、尺八が三曲へ本格的に参入し、『千鳥の曲』も尺八各流派で合奏用に手付けされ、その意味では尺八曲であるとも言える。現代までの尺八の普及に伴い、こんにちでは本来の胡弓 - 箏合奏よりも尺八 - 箏合奏の方がはるかに普通に行なわれる。ただし、その旋律は各派いずれも比較的箏の旋律に沿ったユニゾン（同音）に近いものであり、原曲の胡弓の旋律とはまったく違っているので、作曲者が目指した本来の姿とは必ずしも言えない。
- 胡弓パートは流派によって、吉沢検校作の本来の胡弓パートではない、後世に付けられた別のものを演奏することもある。これも尺八パートと同じく箏の旋律に沿って付けられたもので、ユニゾンに近く、胡弓本曲とは言えない。
- のちに、中島雅楽之都（なかしまうたしと（1896年 - 1979年）箏曲家・正派邦楽会の創始者）が、千鳥の曲に合奏できる箏曲『四方（よも）の海』を作曲している。また、何人かの作曲家により、和楽器の合奏用や洋楽器との合奏用に編曲されてもいる。
- 前唄で詠われている歌枕「しほ（塩）の山」は山梨県甲州市（旧塩山市）、「差出の磯」は同県山梨市にある。
- 前唄の「君が御代をば八千代とぞ鳴く」というのは、千鳥の鳴き声がチヨチヨと聴こえるので、「千代」にかけたもの。
- 「淡路島 通ふ千鳥の鳴く声に」の歌は、小倉百人一首にも入れられている。「須磨」とは在原行平や光源氏が流離した土地であり、この歌も「源氏物語・須磨巻」の「友千鳥　もろ声に鳴く暁は　独り寝覚めの　床も頼もし」を本歌としている。
- 後唄で歌われている歌枕「須磨」の浦は、今の神戸市須磨区にある白砂青松の海岸。明石海峡を挟んで淡路島を望む。畿内の西の玄関として関所が設けられていた。『源氏物語』須磨の巻で知られる。
- 前弾きの一部が、真珠湾攻撃を題材とした映画『トラ・トラ・トラ!』のいくつかの場面で使われている。
- 八橋検校作曲と伝えられる箏曲組歌『梅ヶ枝』の別名として「千鳥の曲」と呼ぶ場合もある。
- 千鳥の曲のほか、曲名に「千鳥」を冠した楽曲に、『友千鳥』（久村検校作曲、箏組歌）、『磯千鳥』（菊岡検校作曲、八重崎検校箏手付、手事もの地歌・箏曲）、『川千鳥』（幾山検校作曲、手事もの地歌・箏曲）がある。ほかにも地歌、箏曲には一部分に千鳥を詠んでいる曲がいくつかある。また、童謡には『浜千鳥』（鹿島鳴秋作詞・弘田龍太郎作曲）、『ちんちん千鳥』（北原白秋作詞・近衛秀麿作曲）がある。
- チドリはチドリ目チドリ科の鳥の総称で、メダイチドリ、コチドリ、シロチドリなどがある。海岸、河原、湿原などに生息し、古くから浜辺や河原の風物詩として親しまれ、「波に千鳥」などの図柄、紋でも知られる。千鳥の曲の須磨の浦や差手の磯のほか、陸奥国の野田の玉川（現宮城県塩竈市）や下総国の行徳（現千葉県市川市）なども千鳥の名所として知られた。
- イワチドリはラン科の宿根草。

## 演奏例
都山流公刊譜・尺八改訂手付

## 関連綱目
- 吉沢検校
- 箏
- 箏曲
- 地歌
- 胡弓
- 三曲
- 雅楽
- 音楽
- 邦楽
- チドリ
- 淡路島
- 須磨